# Jaime Rodríguez Jiménez
Jaime Alberto Rodríguez Jiménez La Chelona (San Salvador, El Salvador; 17 de enero de 1959) es un exjugador y entrenador de fútbol salvadoreño, quien fue parte de la selección salvadoreña en la Copa Mundial de Fútbol de 1982 en España.

## Carrera futbolística
Debutó en el extinto CD Negocios internacionales a finales de la década de los 70's donde comenzó su carrera en la Liga Mayor de Fútbol y luego pasó al Alianza FC en la temporada 1976-77 donde logró consolidarse y dio paso una carrera futbolística exitosa en diversos clubes del mundo que incluyeron a los mexicanos Club León y Atlas de Guadalajara, en Finlandia jugó en KPV Kokkola así como también en el alemán KFC Uerdingen 05. Al final de su carrera jugó para los equipos japoneses Yokohama Flügels y Nippon Kokan Kawasaki. Cabe resaltar que en todos los equipos donde militó fue capitán y actualmente ostenta el récord de ser el jugador salvadoreño que ha jugado en más países del mundo. Ha formado parte de una «selección del resto del mundo» con los mejores jugadores de la época como Diego Maradona, Hugo de León, Jorge Mágico González y Patricio Pato Yáñez.
Después de retirarse en mayo de 1994 fundó la Academia de Fútbol La Chelona la cual sigue funcionando en la actualidad y ha tenido en sus bases a más de 4,000 jóvenes salvadoreños. Cuenta con títulos en torneos juveniles de países como México, Suecia, Finlandia, Bolivia, Noruega, Guatemala, Argentina, España e Italia. Varios jugadores de la selección salvadoreña de fútbol comenzaron su trabajo en las bases de la Academia La Chelona, entre ellos: Víctor Merino Dubón, Jaime Alas, Dennis Alas, Léster Blanco, Andrés Ruso Flores, Diego Andrés Cuéllar, Diego Chavarría, William Antonio Torres, entre otros. Comenzó su carrera como entrenador en el club Alianza FC, pero su contrato fue cesado en el año 2002. Después tuvo un paso por el San Salvador FC y desde entonces, se ha convertido en un promotor de organizaciones internacionales y programas para el mejoramiento del fútbol en El Salvador. 
Recientemente en las eliminatorias para el Mundial 2010, Rodríguez fue nombrado coordinador de los equipos nacionales de fútbol salvadoreños y asistente del entrenador de El Salvador, Carlos de los Cobos. En junio de 2009 fue elegido presidente del Instituto Nacional de los Deportes de El Salvador (INDES), por el presidente Mauricio Funes.
Participó en un juego de caridad para recolectar fondos para las víctimas de los terremotos que asolaron El Salvador en 2001, así como en varios juegos caritativos a lo largo de su carrera.

## Clubes
| Club                          | País        | Año       | Partidos | Goles |
| ----------------------------- | ----------- | --------- | -------- | ----- |
| Alianza Fútbol Club           | El Salvador | 1976-1977 |          |       |
| Club Deportivo FAS            | El Salvador | 1978-1980 |          |       |
| Sport-Club Bayer 05 Uerdingen | Alemania    | 1980-1982 |          |       |
| Club León                     | México      | 1982-1984 | 139      | 6     |
| KPV Kokkola                   | Finlandia   | 1984-1985 | 9        | 2     |
| Club Atlas de Guadalajara     | México      | 1986-1990 | 67       | 11    |
| Alianza Fútbol Club           | El Salvador | 1990      |          |       |
| NKK SC                        | Japón       | 1991-1992 | 15       | 4     |
| Yokohama Flügels              | Japón       | 1992-1993 | 2        | 0     |
| Alianza Fútbol Club           | El Salvador | 1994      |          |       |

## Palmarés

### Títulos
- Copa de Campeones de la Concacaf: 1 (1979, con CD FAS).
- Primera División de El Salvador: 1 (1990, con Alianza FC).

### Reconocimientos
- Nombrado entre los 25 mejores jugadores de América Latina en 1986.
- Formó parte de una selección de CONCACAF que enfrentó al Real Madrid y al Vasco da Gama.
- Premio "Dolores Hidalgo" en León, Guanajuato. Deportista del año